# Ramileh
Ramileh (em persa: رميله, também romanizada como Ramīleh e Romeyleh) é uma aldeia do distrito rural de Shalahi, no condado de Abadan, na província de Khuzistão, Irã.
Segundo o censo de 2006, sua população era de 2 043 habitantes, em 368 famílias.